# Alnus firma
Alnus firma — вид квіткових рослин з родини березових. Поширення: Японія (Кюсю); натуралізувався в Кореї.

## Біоморфологічна характеристика
Дерево до 15 метрів заввишки. Гілки сріблясто-сіро-коричневі; гілочки часто pfпушені в молодому віці. Листя шкірясте, блискуче, від яйцеподібного до яйцеподібно-ланцетного, 5–10 × 2.5–5 см, поступово загострене на верхівці, основа широко клиноподібна до округлої, зубці дрібні, рівномірно пилчасті, мукронатні, пластина зверху рідко запушена, знизу рідко запушена по жилках, з 9–17 сильно врізаними бічними жилками по обидва боки від середньої жилки; ніжка листка 7–20 мм, запушена. Тичинкові сережки верхівкові або пазушні, по 1–3, 10–18 мм, під час цвітіння 40–70 мм. Маточкові суцвіття розташовані нижче чоловічих, по 1–7. Плід липкий, овально-еліптичний. Насіння еліптичне з двома широкими спрямованими вперед крилами, 1–2.5 мм. Цвіте у березні та квітні.

## Середовище
Цей вид росте на бідних, сухих, піщаних та гравійних ґрунтах.

## Використання
Цей вид культивується та висаджується в південній частині Кореї (поза межами його природного ареалу) і широко використовується для боротьби з ерозією та покращення ґрунту на нещодавно очищених або нестабільних схилах. Він поширився з посадкових ділянок і широко натуралізувався.

## Галерея

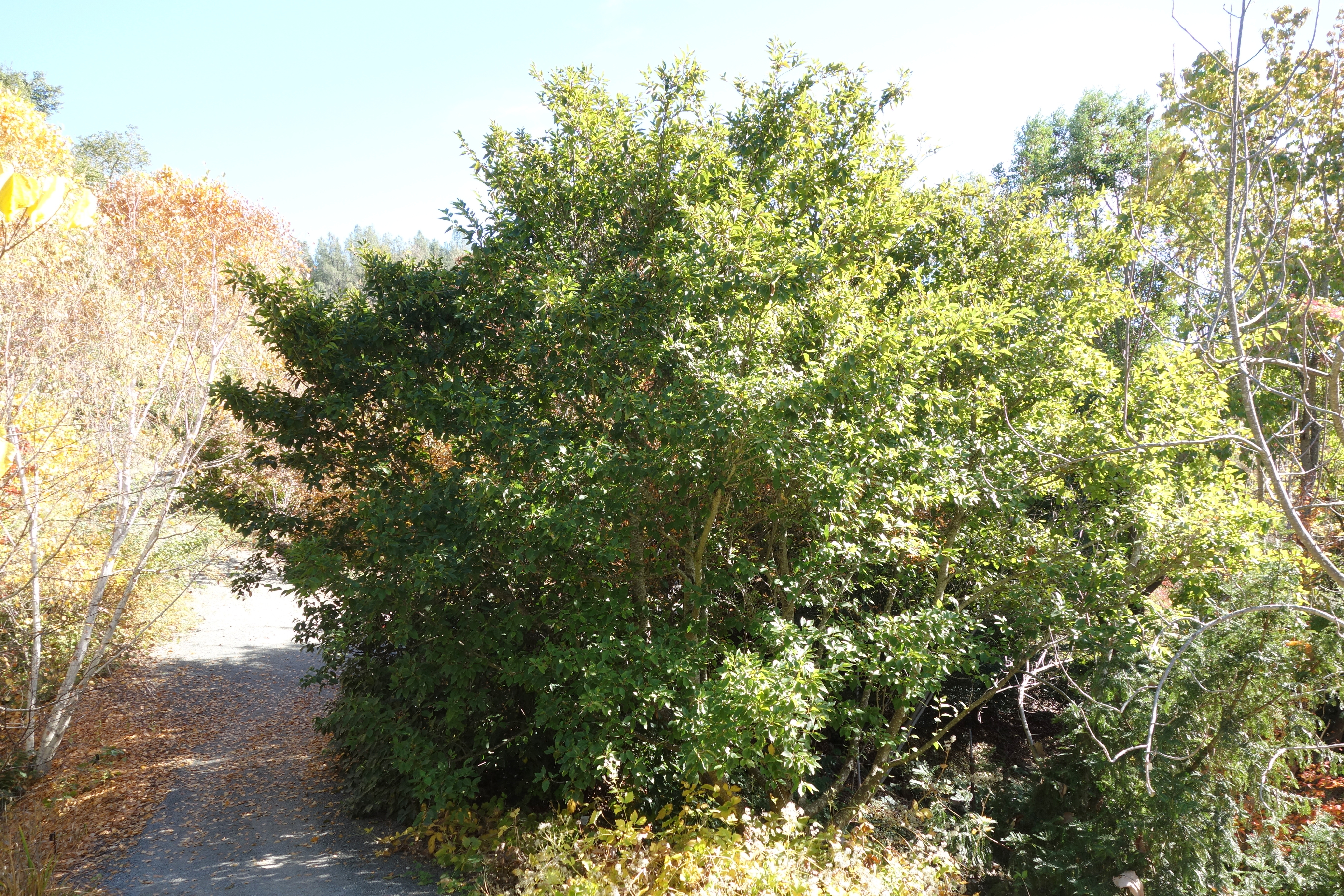
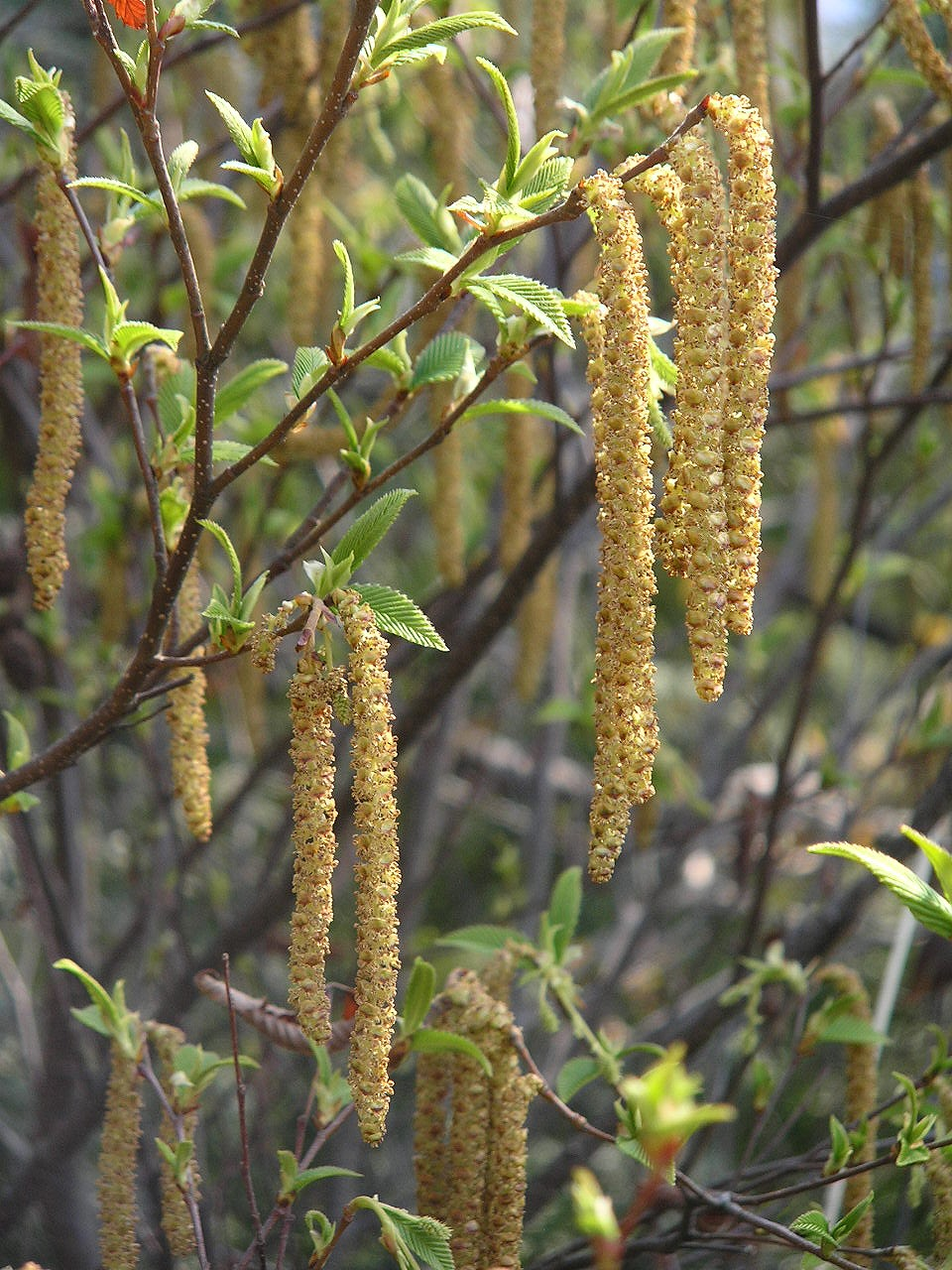
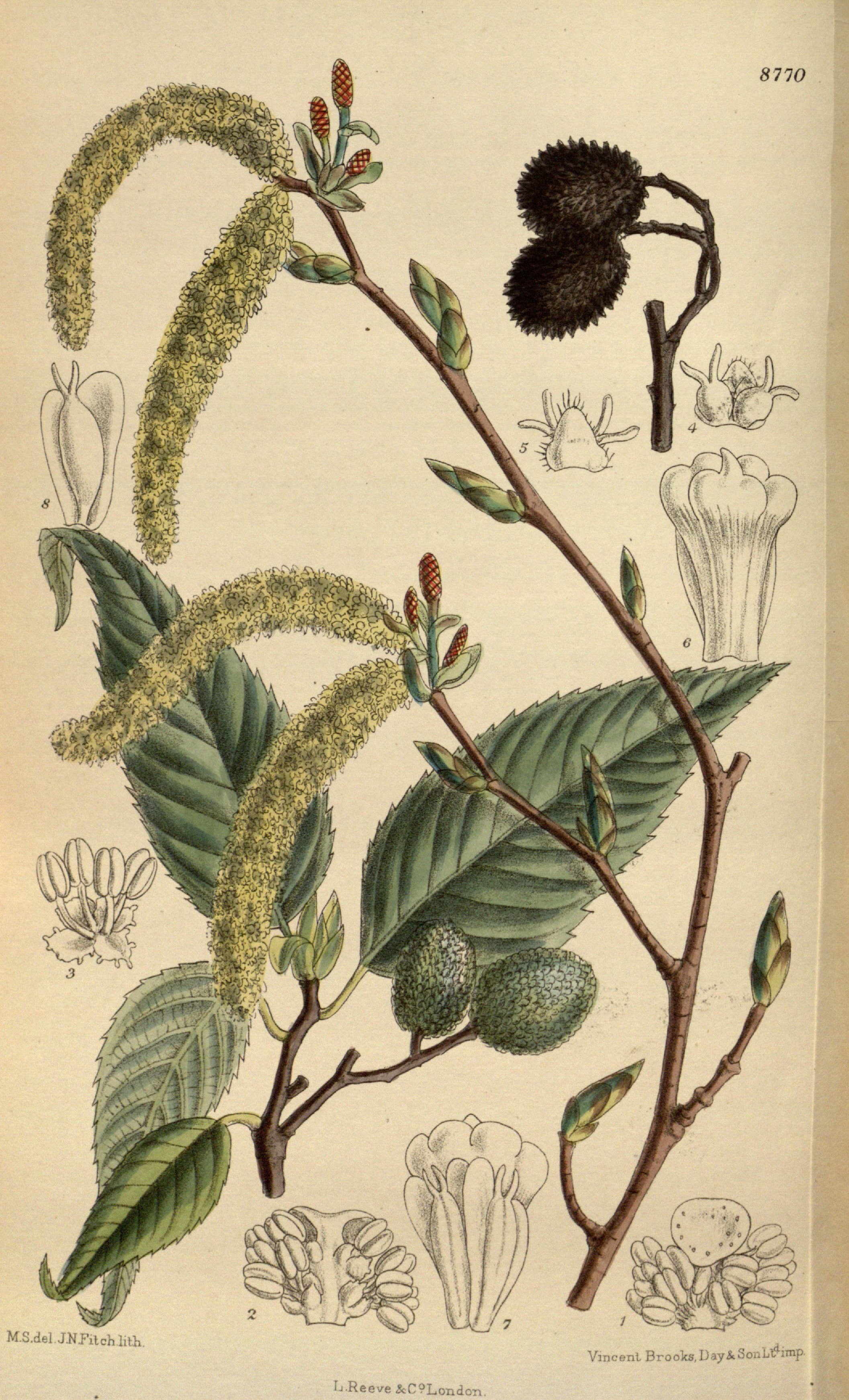